# Specie di Cottidae
Di seguito sono elencate tutte le specie di pesci ossei della famiglia Cottidae note ad agosto 2014

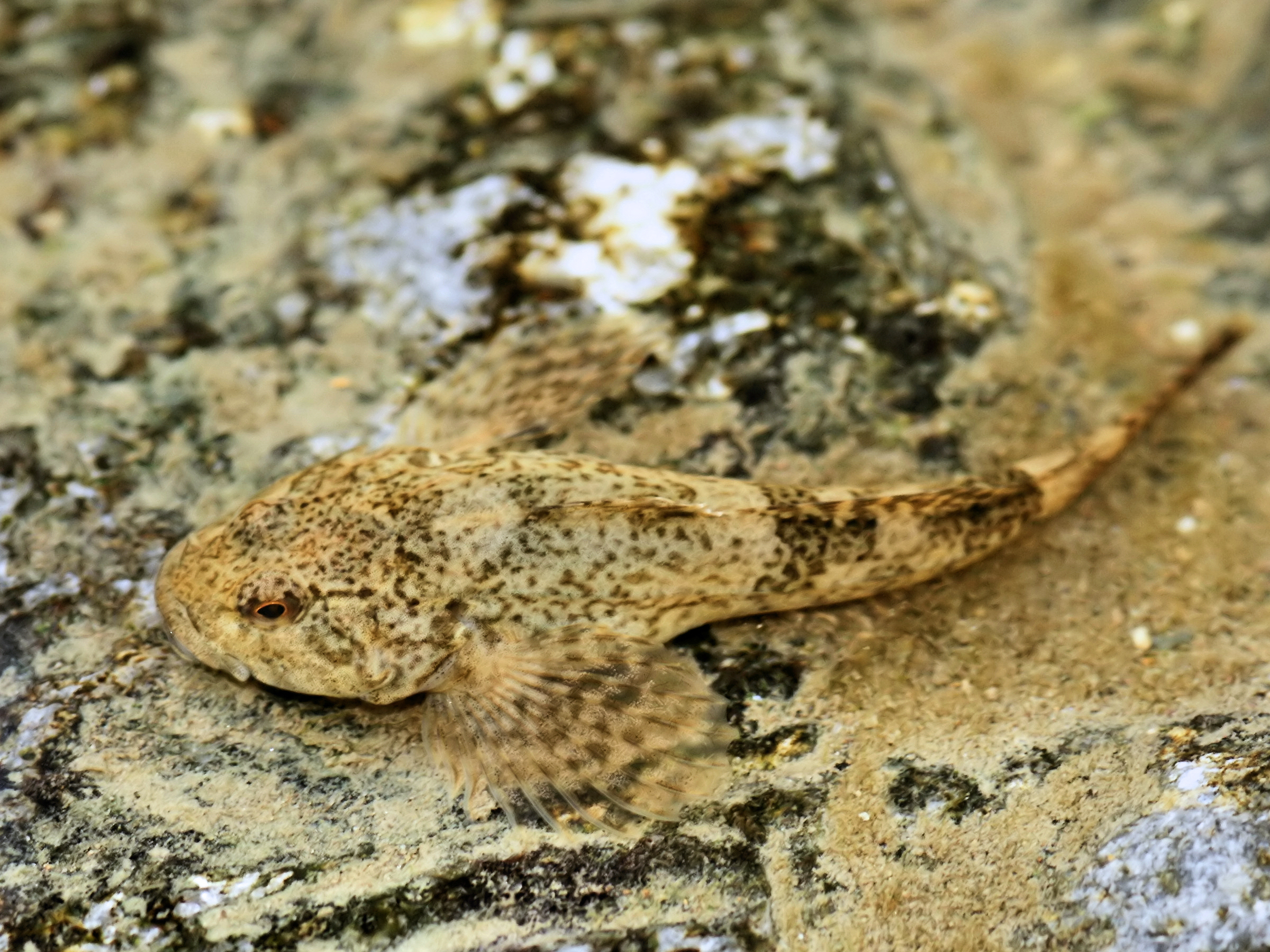
Cottus gobio

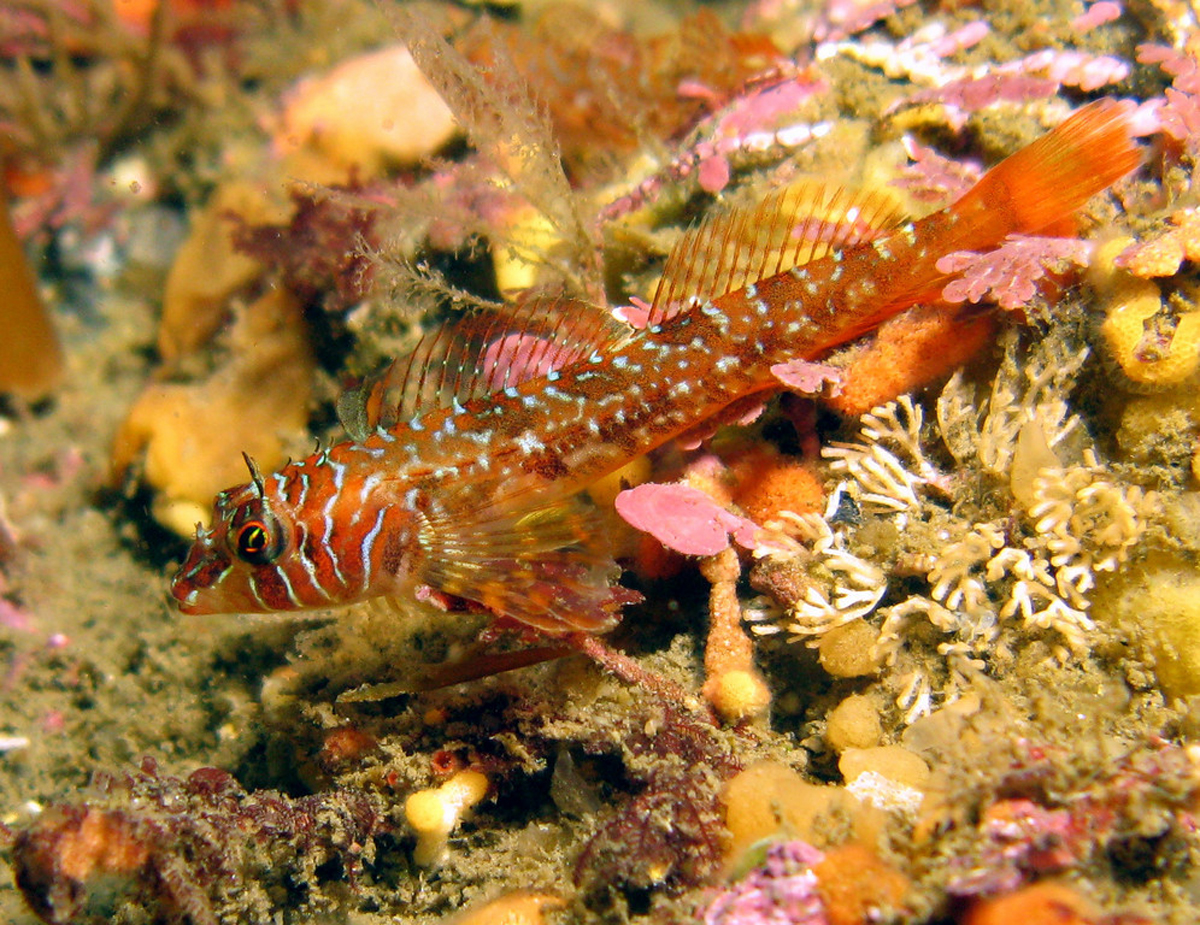
Jordania zonope

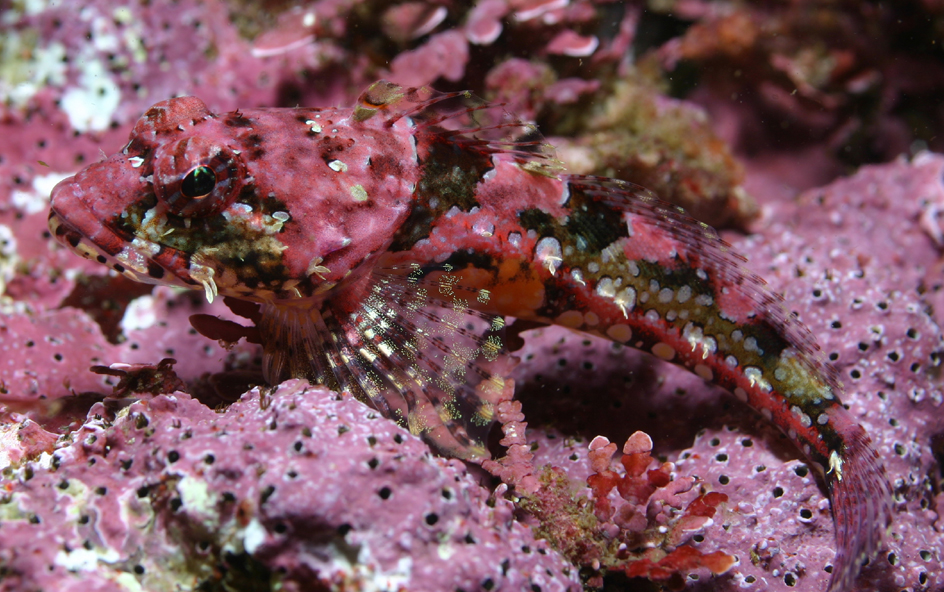
Artedius corallinus

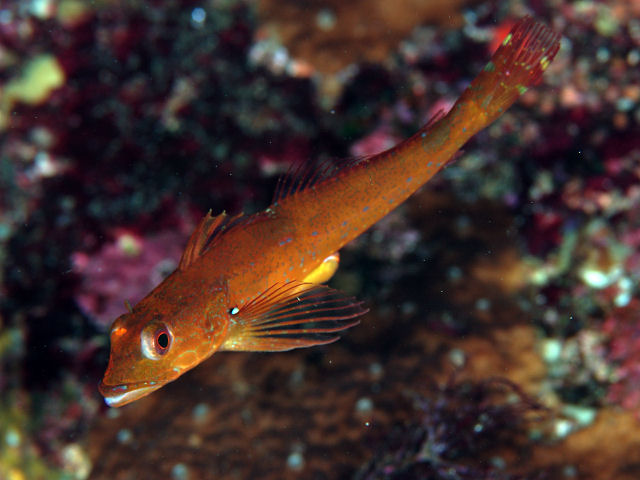
Pseudoblennius percoides

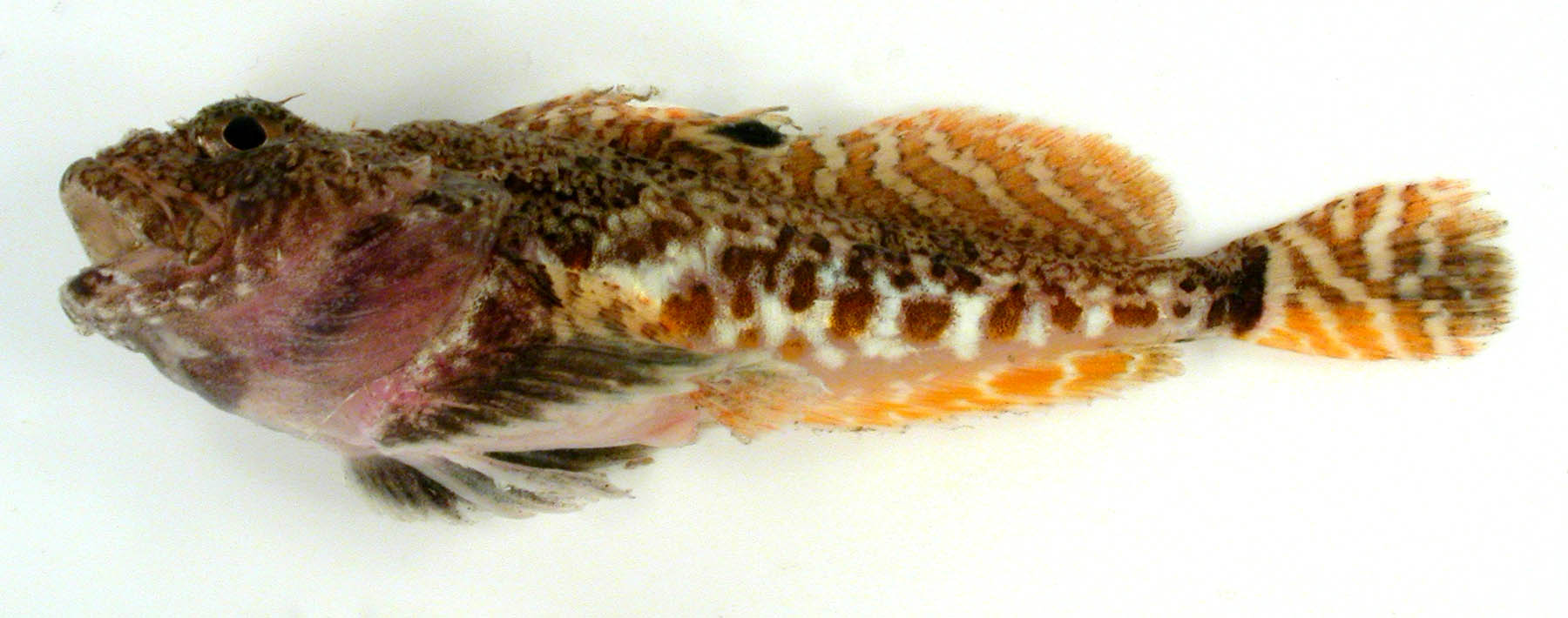
Artediellus scaber

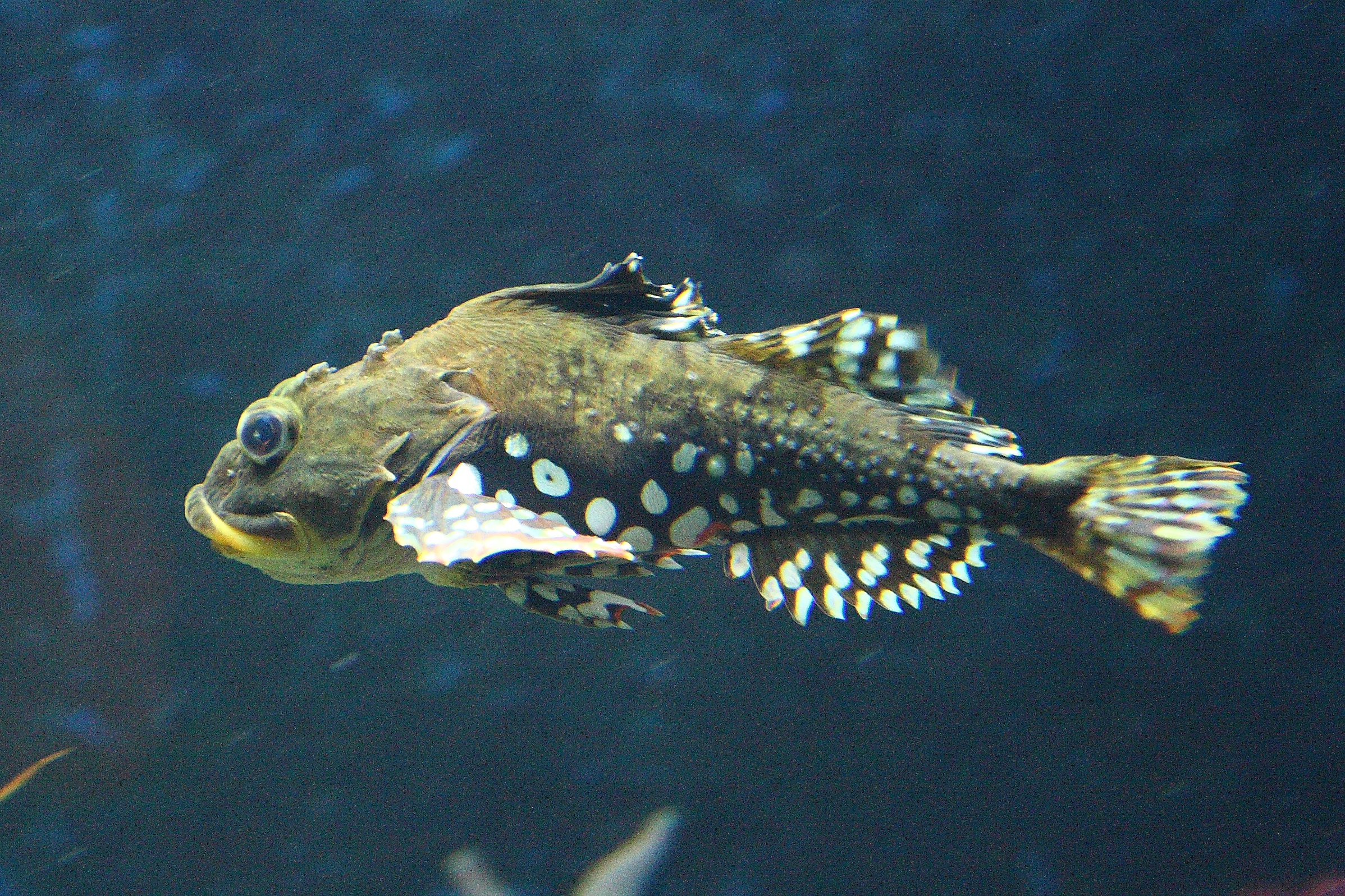
Myoxocephalus scorpius

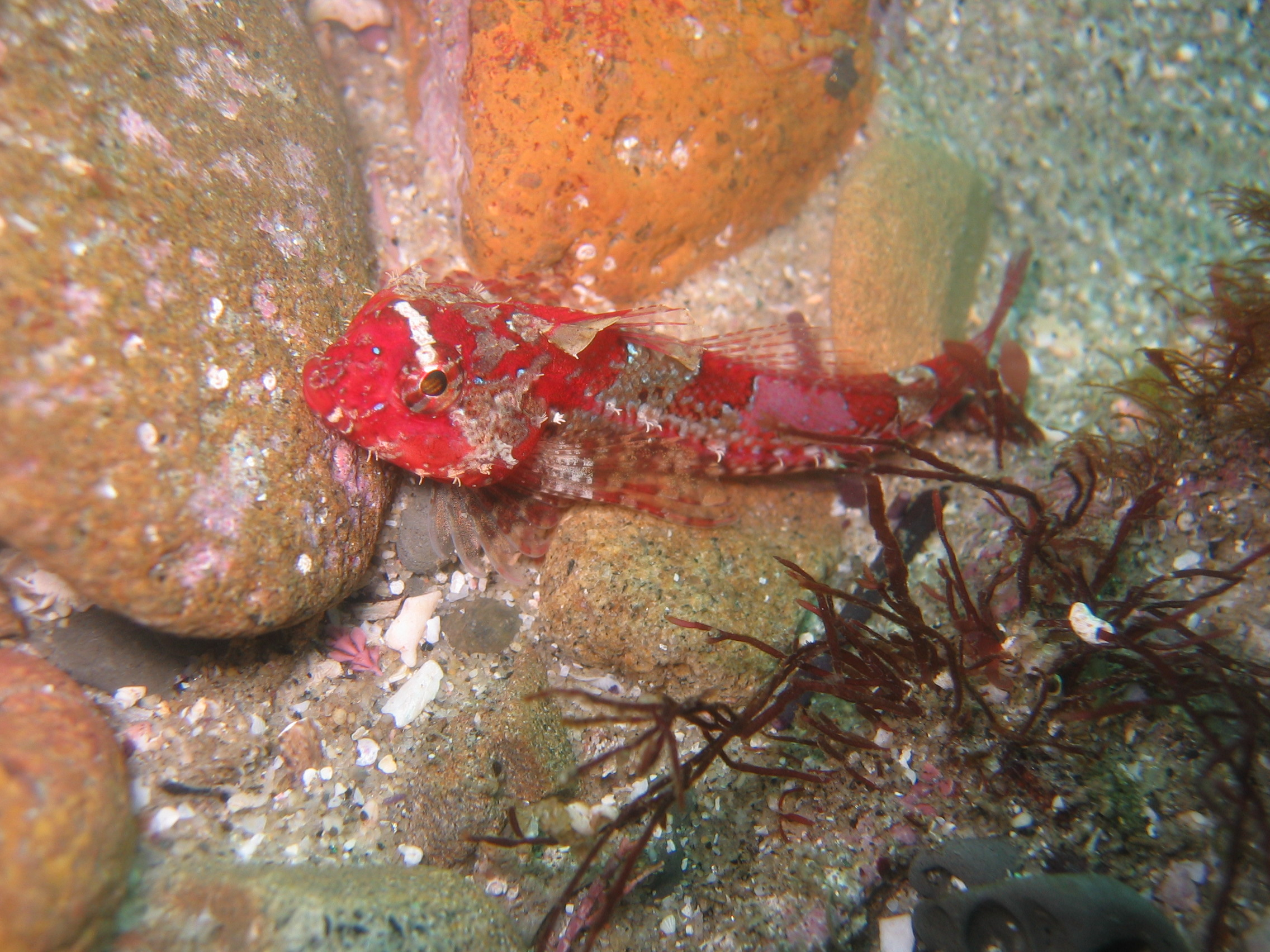
Orthonopias triacis

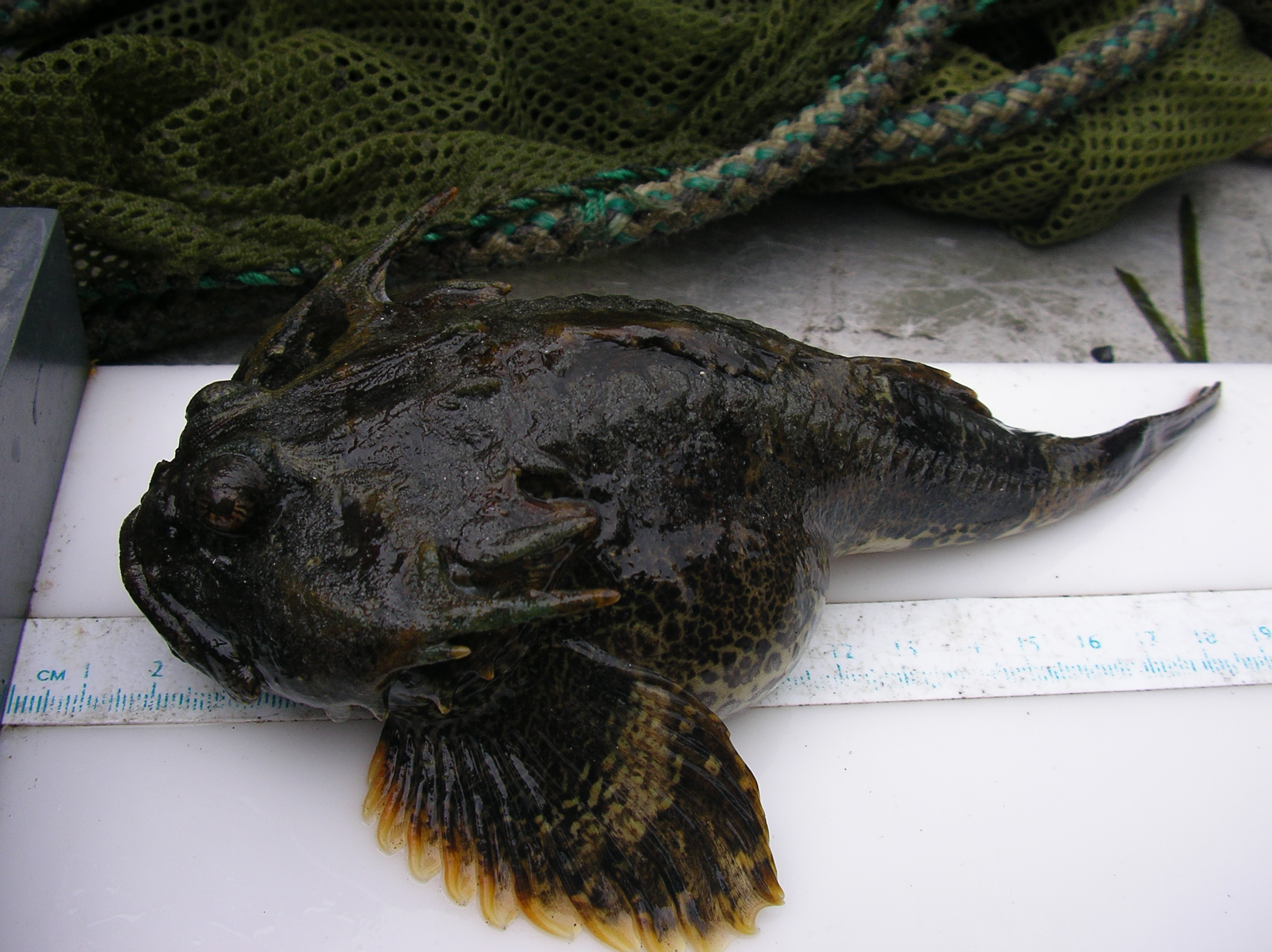
Enophrys bison

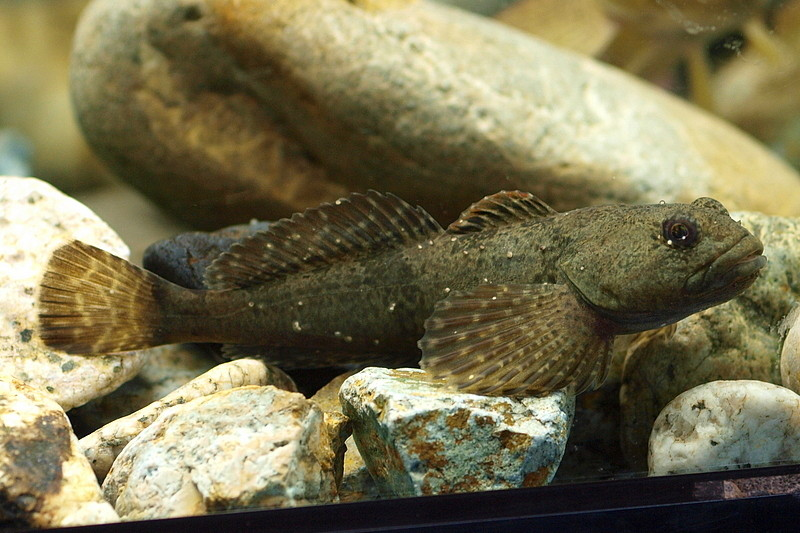
Cottus nozawae

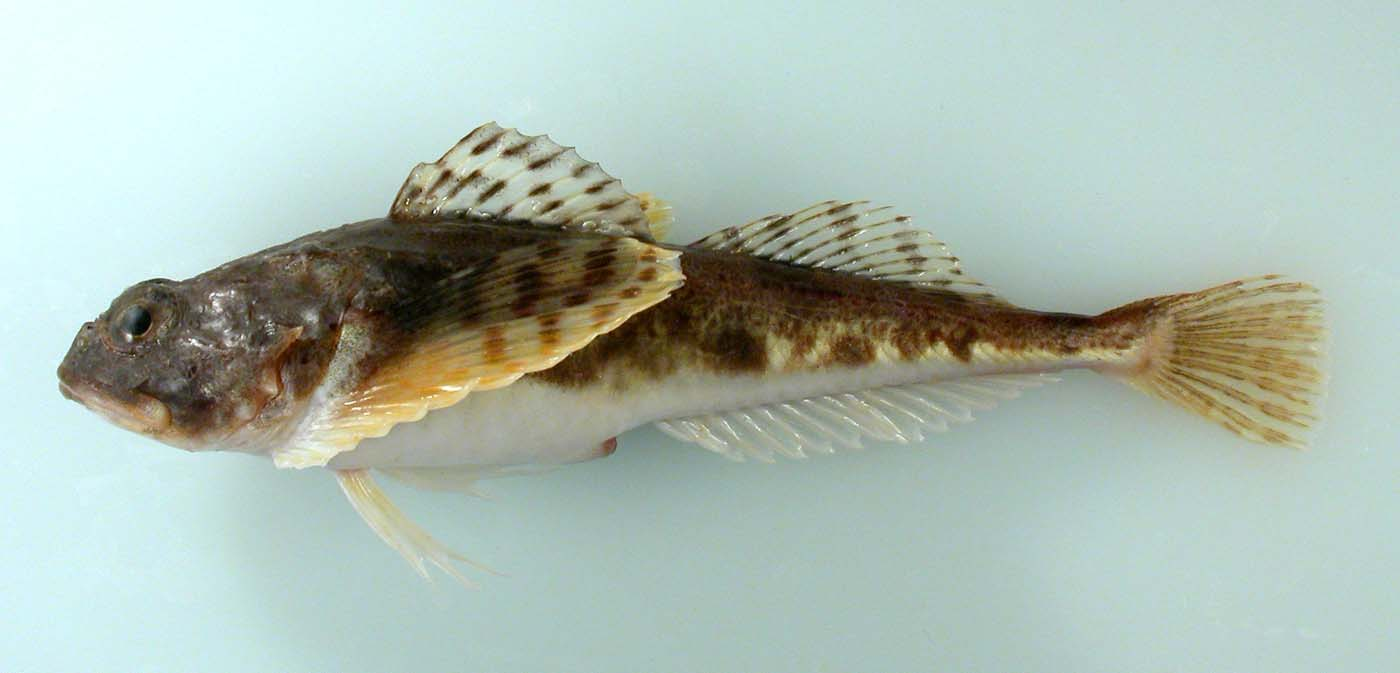
Gymnocanthus tricuspis

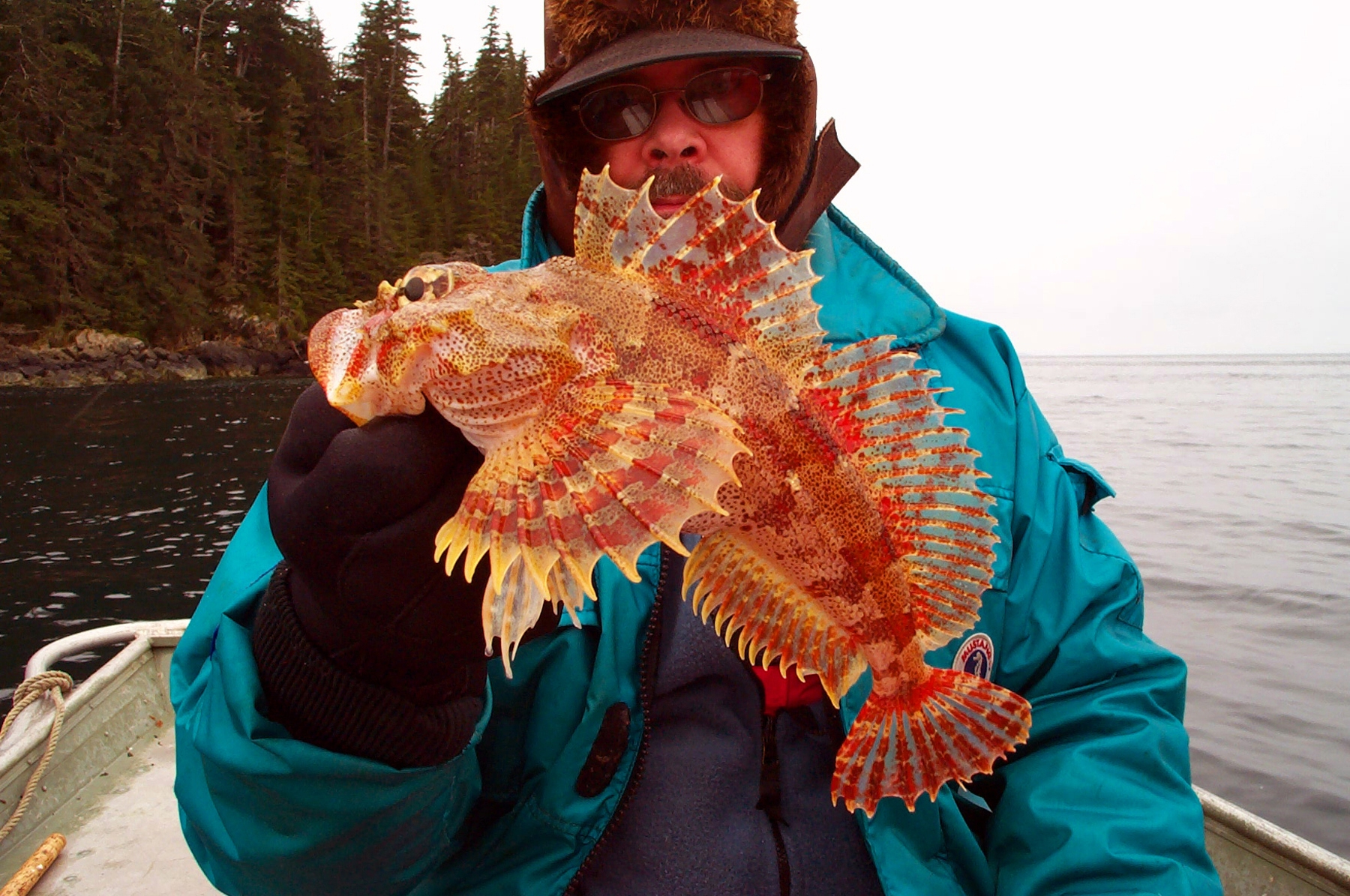
Hemilepidotus hemilepidotus

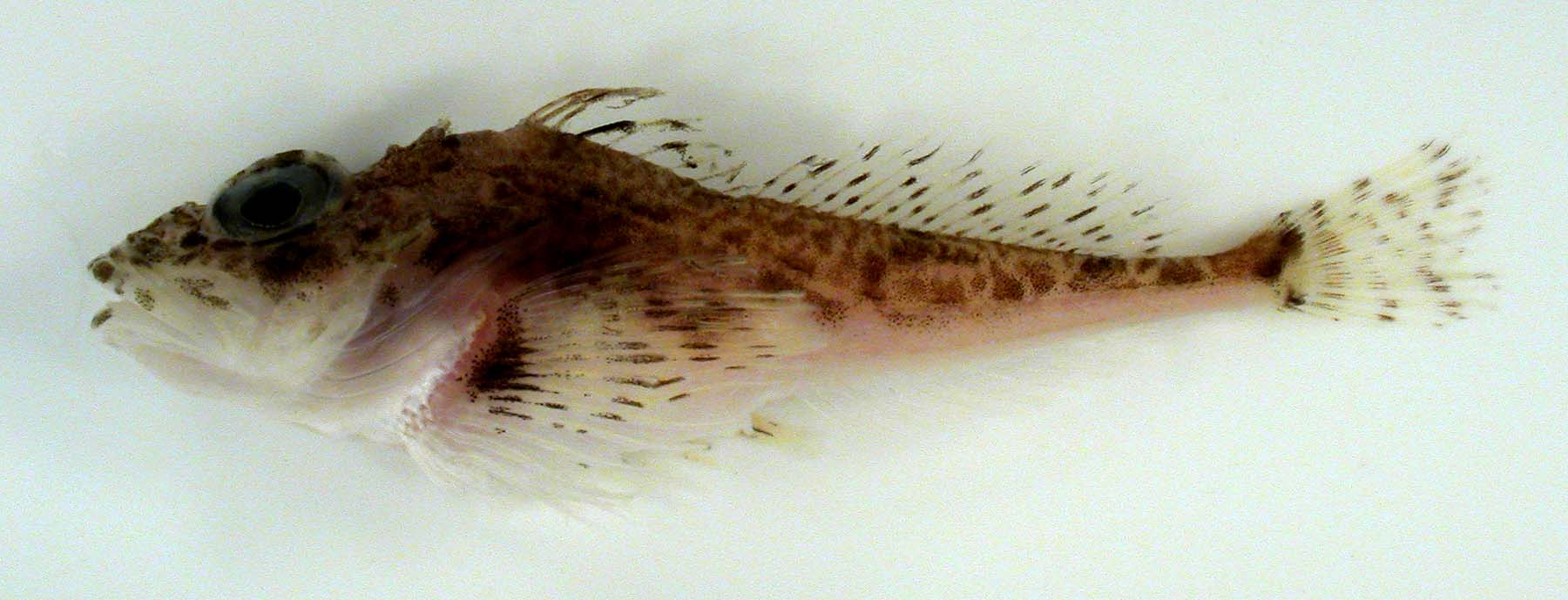
Icelus spatula

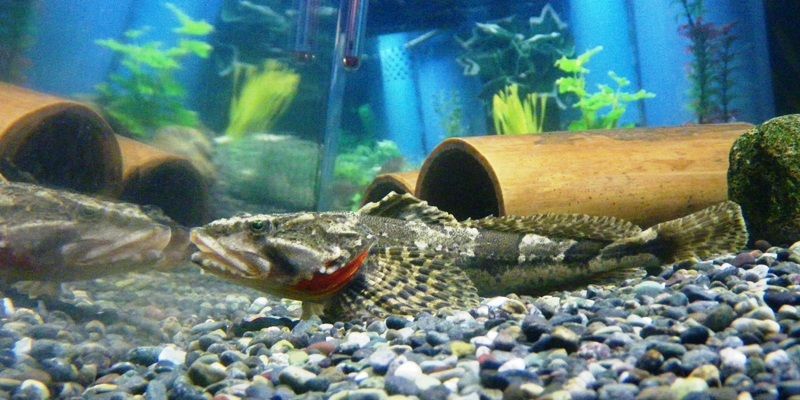
Trachidermus fasciatus

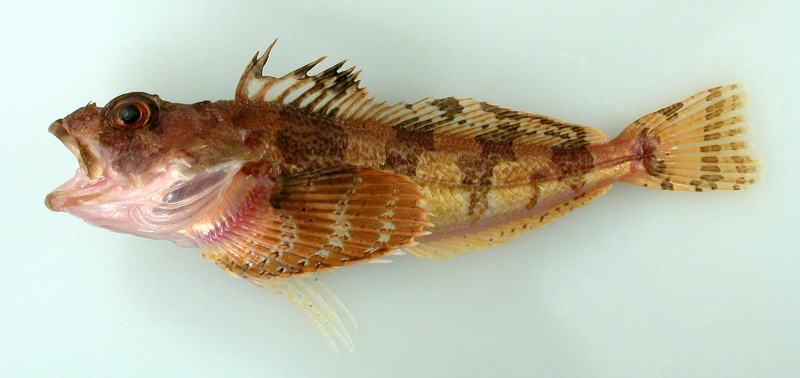
Hemilepidotus papilio

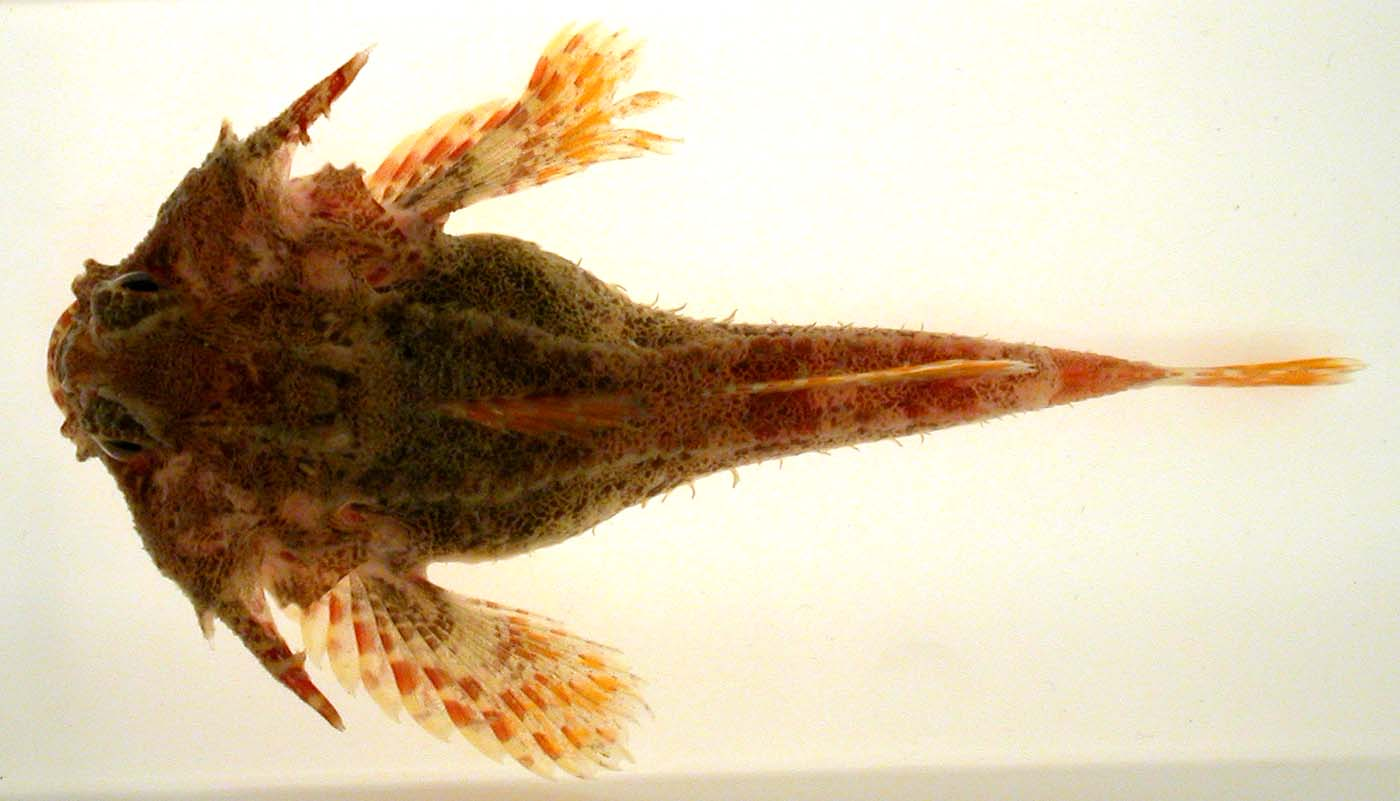
Enophrys diceraus

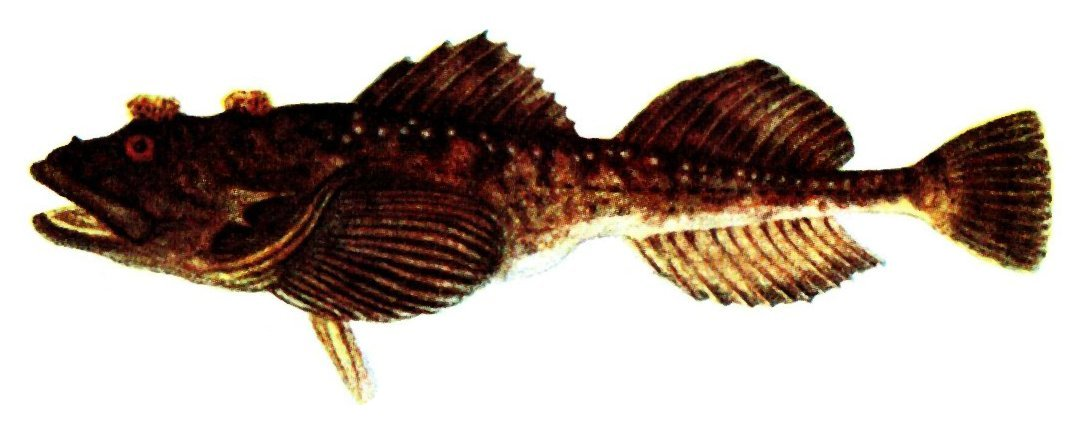
Myoxocephalus quadricornis

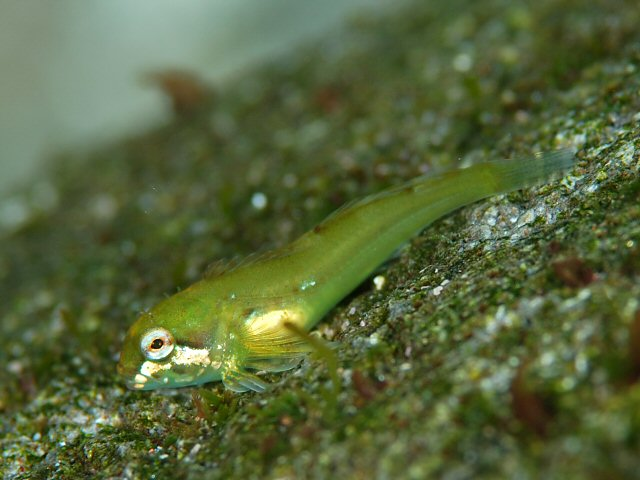
Ocynectes maschalis

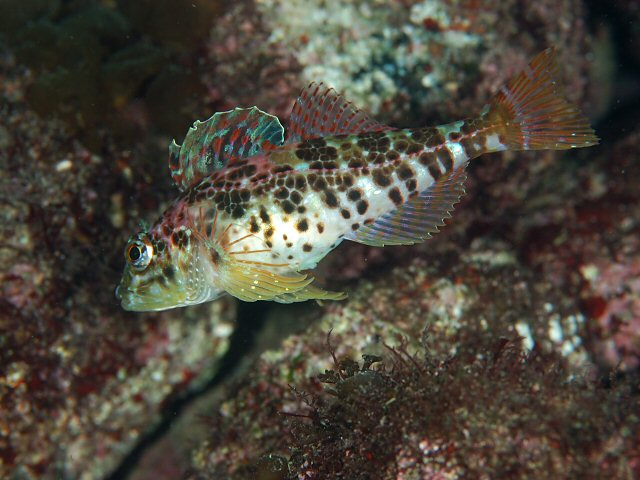
Pseudoblennius zonostigma

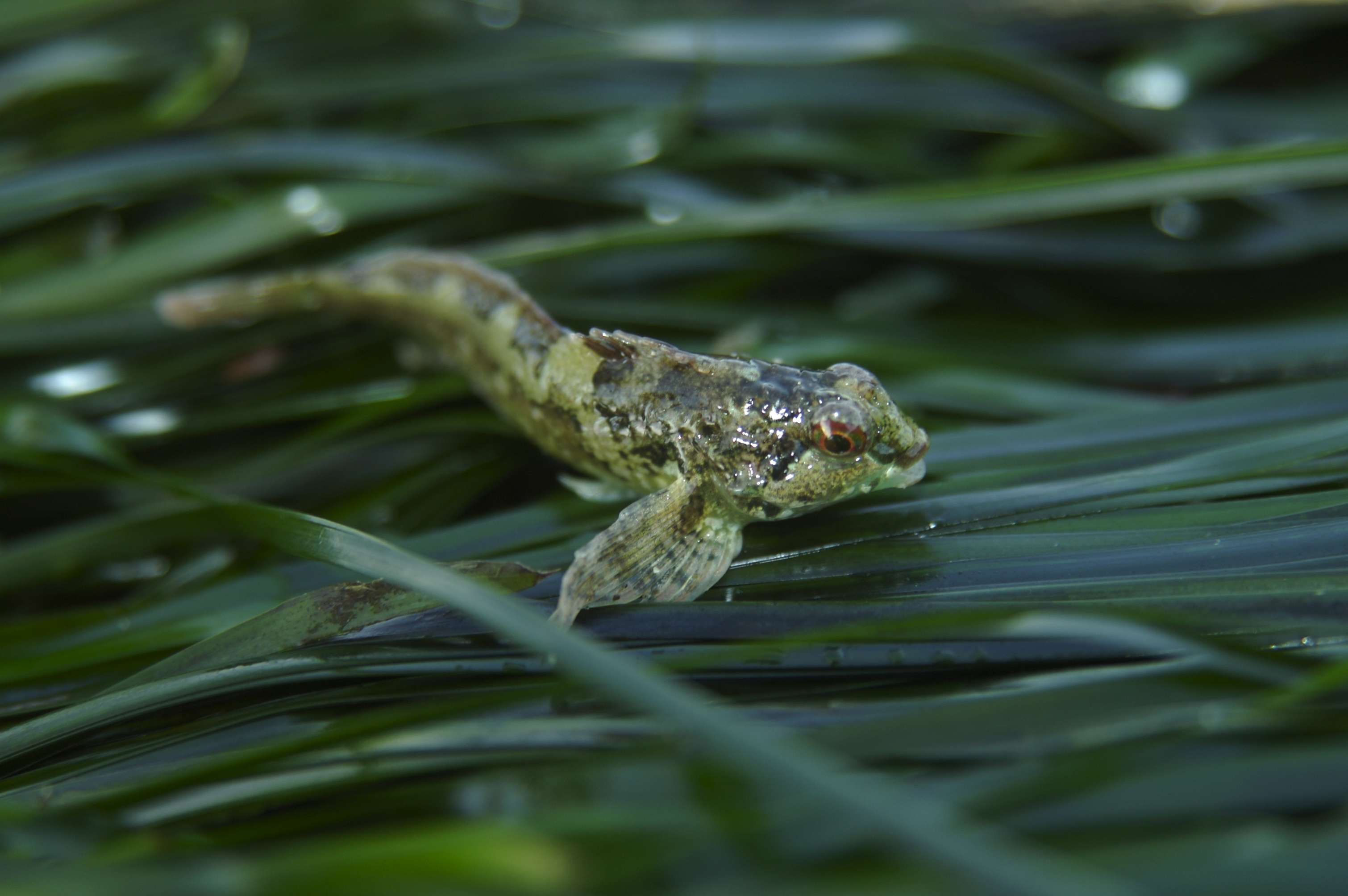
Oligocottus maculosus

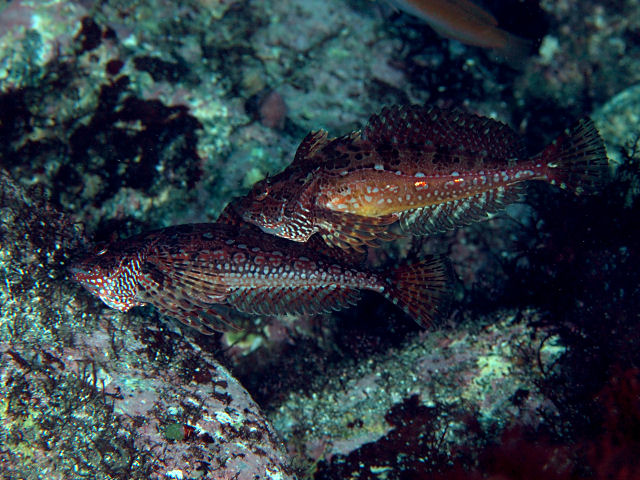
Pseudoblennius marmoratus

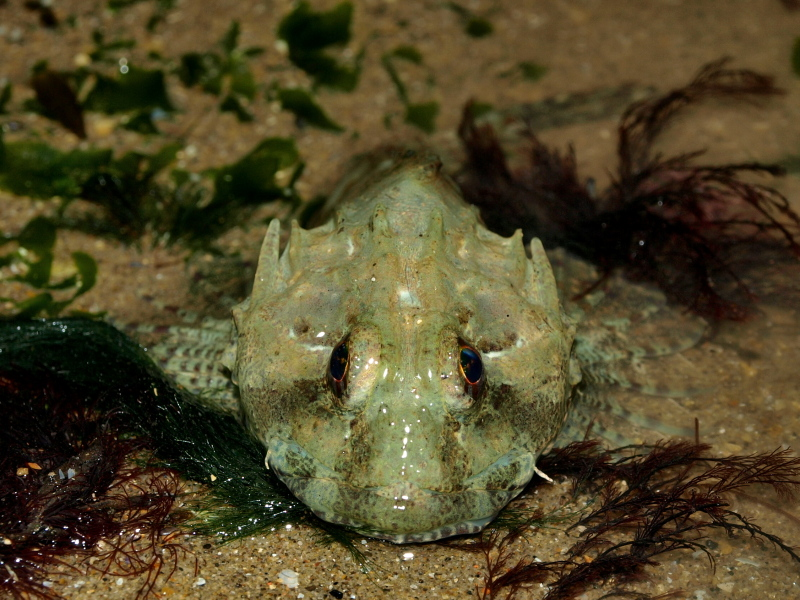
Taurulus bubalis

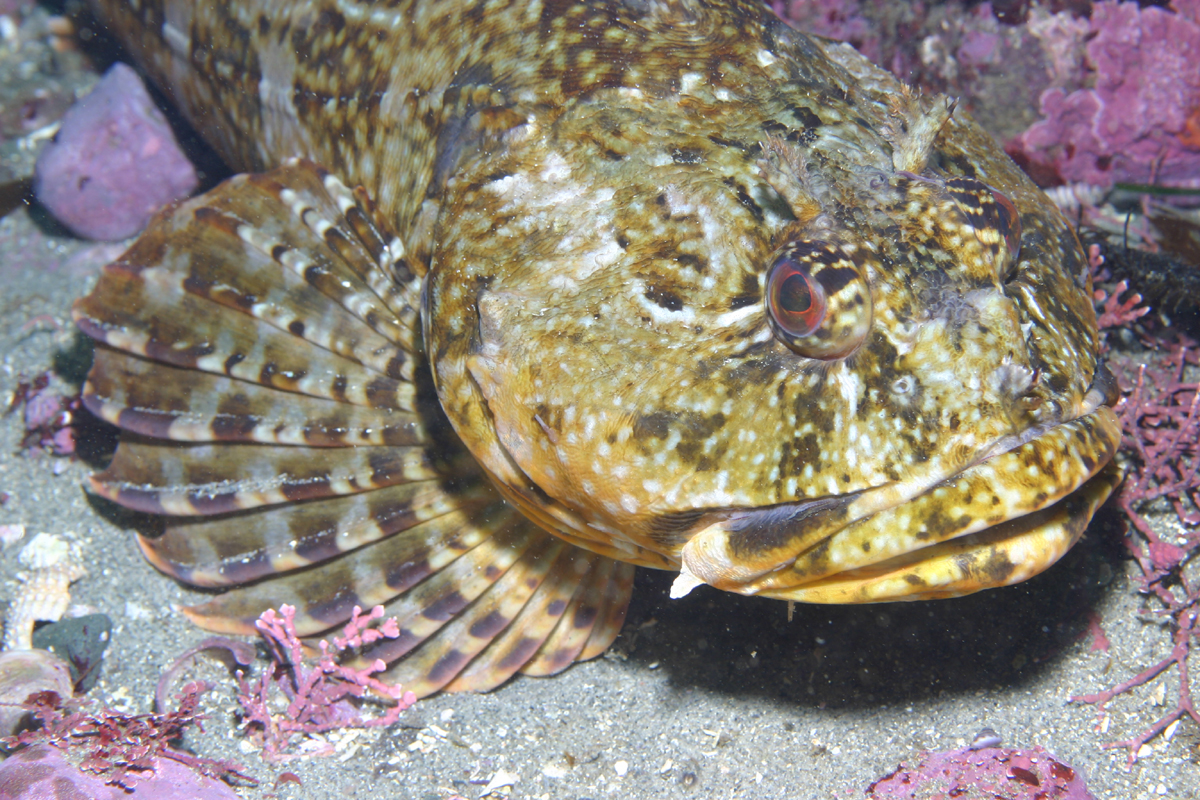
Scorpaenichthys marmoratus

- Genere  Alcichthys
  - Alcichthys elongatus
- Genere  Andriashevicottus
  - Andriashevicottus megacephalus
- Genere  Antipodocottus
  - Antipodocottus elegans
  - Antipodocottus galatheae
  - Antipodocottus megalops
  - Antipodocottus mesembrinus
- Genere  Archistes
  - Archistes biseriatus
  - Archistes plumarius
- Genere  Argyrocottus
  - Argyrocottus zanderi
- Genere  Artediellichthys
  - Artediellichthys nigripinnis
- Genere  Artediellina
  - Artediellina antilope
- Genere  Artedielloides
  - Artedielloides auriculatus
- Genere  Artediellus
  - Artediellus aporosus
  - Artediellus atlanticus
  - Artediellus camchaticus
  - Artediellus dydymovi
  - Artediellus fuscimentus
  - Artediellus gomojunovi
  - Artediellus ingens
  - Artediellus miacanthus
  - Artediellus minor
  - Artediellus neyelovi
  - Artediellus ochotensis
  - Artediellus pacificus
  - Artediellus scaber
  - Artediellus schmidti
  - Artediellus uncinatus
- Genere  Artedius
  - Artedius corallinus
  - Artedius fenestralis
  - Artedius harringtoni
  - Artedius lateralis
  - Artedius notospilotus
- Genere  Ascelichthys
  - Ascelichthys rhodorus
- Genere  Asemichthys
  - Asemichthys taylori
- Genere  Astrocottus
  - Astrocottus leprops
  - Astrocottus matsubarae
  - Astrocottus oyamai
  - Astrocottus regulus
- Genere  Atopocottus
  - Atopocottus tribranchius
- Genere  Bero
  - Bero elegans
- Genere  Bolinia
  - Bolinia euryptera
- Genere  Chitonotus
  - Chitonotus pugetensis
- Genere  Clinocottus
  - Clinocottus acuticeps
  - Clinocottus analis
  - Clinocottus embryum
  - Clinocottus globiceps
  - Clinocottus recalvus
- Genere  Cottiusculus
  - Cottiusculus gonez
  - Cottiusculus nihonkaiensis
  - Cottiusculus schmidti
- Genere  Cottus
  - Cottus aleuticus
  - Cottus altaicus
  - Cottus amblystomopsis
  - Cottus asper
  - Cottus asperrimus
  - Cottus aturi
  - Cottus baileyi
  - Cottus bairdii
  - Cottus beldingii
  - Cottus bendirei
  - Cottus caeruleomentum
  - Cottus carolinae
  - Cottus chattahoochee
  - Cottus cognatus
  - Cottus confusus
  - Cottus czerskii
  - Cottus duranii
  - Cottus dzungaricus
  - Cottus echinatus
  - Cottus extensus
  - Cottus girardi
  - Cottus gobio
  - Cottus greenei
  - Cottus gulosus
  - Cottus haemusi
  - Cottus hangiongensis
  - Cottus hispaniolensis
  - Cottus hubbsi
  - Cottus hypselurus
  - Cottus immaculatus
  - Cottus kanawhae
  - Cottus kazika
  - Cottus klamathensis
  - Cottus kolymensis
  - Cottus koreanus
  - Cottus koshewnikowi
  - Cottus kuznetzovi
  - Cottus leiopomus
  - Cottus marginatus
  - Cottus metae
  - Cottus microstomus
  - Cottus nasalis
  - Cottus nozawae
  - Cottus paulus
  - Cottus perifretum
  - Cottus perplexus
  - Cottus petiti
  - Cottus pitensis
  - Cottus poecilopus
  - Cottus pollux
  - Cottus princeps
  - Cottus reinii
  - Cottus rhenanus
  - Cottus rhotheus
  - Cottus ricei
  - Cottus rondeleti
  - Cottus sabaudicus
  - Cottus scaturigo
  - Cottus schitsuumsh
  - Cottus sibiricus
  - Cottus specus
  - Cottus spinulosus
  - Cottus szanaga
  - Cottus tallapoosae
  - Cottus tenuis
  - Cottus transsilvaniae
  - Cottus volki
- Genere  Daruma
  - Daruma sagamia
- Genere  Enophrys
  - Enophrys bison
  - Enophrys diceraus
  - Enophrys lucasi
  - Enophrys taurina
- Genere  Furcina
  - Furcina ishikawae
  - Furcina osimae
- Genere  Gymnocanthus
  - Gymnocanthus detrisus
  - Gymnocanthus galeatus
  - Gymnocanthus herzensteini
  - Gymnocanthus intermedius
  - Gymnocanthus pistilliger
  - Gymnocanthus tricuspis
  - Gymnocanthus vandesandei
- Genere  Hemilepidotus
  - Hemilepidotus gilberti
  - Hemilepidotus hemilepidotus
  - Hemilepidotus jordani
  - Hemilepidotus papilio
  - Hemilepidotus spinosus
  - Hemilepidotus zapus
- Genere  Icelinus
  - Icelinus borealis
  - Icelinus burchami
  - Icelinus cavifrons
  - Icelinus filamentosus
  - Icelinus fimbriatus
  - Icelinus japonicus
  - Icelinus limbaughi
  - Icelinus oculatus
  - Icelinus pietschi
  - Icelinus quadriseriatus
  - Icelinus tenuis
- Genere  Icelus
  - Icelus armatus
  - Icelus bicornis
  - Icelus canaliculatus
  - Icelus cataphractus
  - Icelus ecornis
  - Icelus euryops
  - Icelus gilberti
  - Icelus mandibularis
  - Icelus ochotensis
  - Icelus perminovi
  - Icelus rastrinoides
  - Icelus sekii
  - Icelus spatula
  - Icelus spiniger
  - Icelus stenosomus
  - Icelus toyamensis
  - Icelus uncinalis
- Genere  Jordânia
  - Jordania zonope
- Genere  Leiocottus
  - Leiocottus hirundo
- Genere  Lepidobero
  - Lepidobero sinensis
- Genere  Leptocottus
  - Leptocottus armatus
- Genere  Megalocottus
  - Megalocottus platycephalus
    - Megalocottus platycephalus platycephalus
    - Megalocottus platycephalus taeniopterus
- Genere  Mesocottus
  - Mesocottus haitej
- Genere  Micrenophrys
  - Micrenophrys lilljeborgii
- Genere  Microcottus
  - Microcottus matuaensis
  - Microcottus sellaris
- Genere  Myoxocephalus
  - Myoxocephalus aenaeus
  - Myoxocephalus brandtii
  - Myoxocephalus jaok
  - Myoxocephalus matsubarai
  - Myoxocephalus niger
  - Myoxocephalus ochotensis
  - Myoxocephalus octodecemspinosus
  - Myoxocephalus polyacanthocephalus
  - Myoxocephalus quadricornis
  - Myoxocephalus scorpioides
  - Myoxocephalus scorpius
  - Myoxocephalus sinensis
  - Myoxocephalus stelleri
  - Myoxocephalus thompsonii
  - Myoxocephalus tuberculatus
  - Myoxocephalus yesoensis
- Genere  Ocynectes
  - Ocynectes maschalis
  - Ocynectes modestus
- Genere  Oligocottus
  - Oligocottus maculosus
  - Oligocottus rimensis
  - Oligocottus rubellio
  - Oligocottus snyderi
- Genere  Orthonopias
  - Orthonopias triacis
- Genere  Paricelinus
  - Paricelinus hopliticus
- Genere  Phallocottus
  - Phallocottus obtusus
- Genere  Phasmatocottus
  - Phasmatocottus ctenopterygius
- Genere  Porocottus
  - Porocottus allisi
  - Porocottus camtschaticus
  - Porocottus coronatus
  - Porocottus japonicus
  - Porocottus leptosomus
  - Porocottus mednius
  - Porocottus minutus
  - Porocottus quadrifilis
  - Porocottus tentaculatus
- Genere  Pseudoblennius
  - Pseudoblennius argenteus
  - Pseudoblennius cottoides
  - Pseudoblennius marmoratus
  - Pseudoblennius percoides
  - Pseudoblennius totomius
  - Pseudoblennius zonostigma
- Genere  Radulinopsis
  - Radulinopsis derjavini
  - Radulinopsis taranetzi
- Genere  Radulinus
  - Radulinus asprellus
  - Radulinus boleoides
  - Radulinus vinculus
- Genere  Rastrinus
  - Rastrinus scutiger
- Genere  Ricuzenius
  - Ricuzenius nudithorax
  - Ricuzenius pinetorum
- Genere  Ruscarius
  - Ruscarius creaseri
  - Ruscarius meanyi
- Genere  Scorpaenichthys
  - Scorpaenichthys marmoratus
- Genere  Sigmistes
  - Sigmistes caulias
  - Sigmistes smithi
- Genere  Stelgistrum
  - Stelgistrum beringianum
  - Stelgistrum concinnum
  - Stelgistrum stejnegeri
- Genere  Stlengis
  - Stlengis distoechus
  - Stlengis misakia
  - Stlengis osensis
- Genere  Synchirus
  - Synchirus gilli
- Genere  Taurocottus
  - Taurocottus bergii
- Genere  Taurulus
  - Taurulus bubalis
- Genere  Thyriscus
  - Thyriscus anoplus
- Genere  Trachidermus
  - Trachidermus fasciatus
- Genere  Trichocottus
  - Trichocottus brashnikovi
- Genere  Triglops
  - Triglops dorothy
  - Triglops forficatus
  - Triglops jordani
  - Triglops macellus
  - Triglops metopias
  - Triglops murrayi
  - Triglops nybelini
  - Triglops pingelii
  - Triglops scepticus
  - Triglops xenostethus
- Genere  Vellitor
  - Vellitor centropomus
  - Vellitor minutus
- Genere  Zesticelus
  - Zesticelus bathybius
  - Zesticelus ochotensis
  - Zesticelus profundorum[1]